# أحمد محمد أحمد الشامي
أحمد محمد أحمد الشامي هو سياسي يمني، تولى منصب  وزير الخدمة المدنية والتأمينات ‏ في حكومة خالد بحاح منذ 25 نوفمبر 2014.
| المناصب السياسية     | المناصب السياسية                                 | المناصب السياسية      |
| -------------------- | ------------------------------------------------ | --------------------- |
| سبقه أحمد محمد لقمان | وزير الخدمة المدنية والتأمينات ‏ 25 نوفمبر 2014 - | تبعه عبد العزيز جباري |